# Ашерслебен
А́шерслебен (нем. Aschersleben МФА: [ˈaʃɐsleːbən]о файле, н.-нем. Ascherslebbe) — город в Германии, в земле Саксония-Анхальт.
Входит в состав района Зальцланд. Подчиняется управлению Ашерслебен/Ланд. Население составляет 29082 человека (на 31 декабря 2010 года). Занимает площадь 85,81 км². Официальный код — 15 3 52 002.

## Происхождение названия города
Название города происходит от германского личного имени Askgēr (от древневерхненемецкого asc — немецк. Esche «ясень» и основы gair- древнесаксонского gēr «копьё»), окончания родительного падежа -s и распространённого у немецких географических названий корня -leben «земельная собственность, надел, наследство».

## История
Впервые Ашерслебен упоминается в дарственной грамоте 753 года.  Об этом зафиксировано в XII веке в Кодексе Эберхарди — описи имущества (картулярии) Фульдского монастыря, который подготовил монах Эберхард.  Воспользовавшись этой датой, Ашерслебен считает себя старейшим документально подтвержденным городом Саксонии-Анхальт (по данным 3-го изд. БСЭ, город известен с IX века нашей эры). Он указан под 822- 842 гг. как Ascegereslebe в Traditiones et antiquitates Fuldenses и под 1086 г. как Asscheresleuo в Codex diplomaticus Anhaltinus т.1 ч.1 (936 −1212 гг.).
Перевод:
«154. 1086. 5 мая. Кведлинбург. Епископ Хальберштадтский Бурхард II восстанавливает монастырь Ильзенбург и передает ему ферму Адерштедт, а также товары и доходы в Ашерслебене, Мерингене и других городах.»
От названия города в сокращённой и латинизированной форме Ascharie / Ascania (Аскания) произошло название владетельной династии Асканиев, от которых произошёл род правителей Ангальт, к одной из ветвей которого относилась российская императрица Екатерина II, урождённая София Августа Фредерика Ангальт-Цербстская.
Аскания (Ашария, Ашания) — бывшее немецкое графство и одно из древнейших владений ангальтской династии, которое, возможно, было даже местом их происхождения. Графство Аскания получило свое название от крепости Аскания, которая, по легенде, была основана ещё в VI веке н. э., во времена саксов, давших название Саксонии, и находилась к западу от города Ашерслебен. Крепость и город были разрушены в 1140 г. при Альбрехте Медведе сторонниками гвельфов (противников власти императоров Священной Римской империи в XII- вновв.), но вновь отстроены Отто Богатым (ок. 1075 г. — 1123 г.; граф Балленштедтский, герцог Саксонии (в 1112 году), граф Аскании и Ашерслебена) в конце XII века.[уточнить]

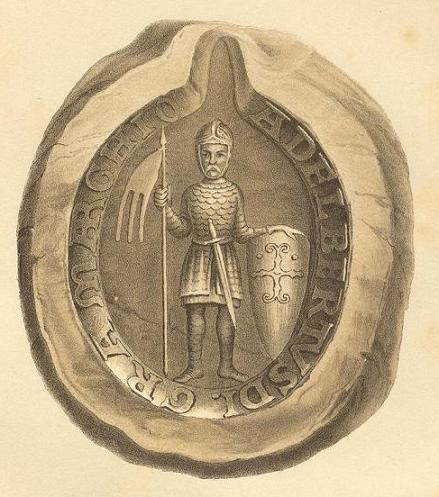
Альбрехт Медведь (ок. 1100 — 18 ноября 1170 г.). Печать Альбрехта Медведя из рода Асканиев,, первого маркграфа Бранденбургской марки.
Надпись: Adelbertus Di gra Marchio, что расшифровывается как Adelbertus Dei gratia Marchio— «Альбрехт, Божией милостью маркграф» в Codex diplomaticus Anhaltinus, Часть 1: 936-1212 гг.

 После смерти своего отца в 1123 году Альбрехт как граф Балленштедта правил на перешедших во владение Асканиев славянских территориях, простиравшихся от восточного Гарца в окрестностях Ашерслебена до реки Мульде, то есть приблизительно на территории будущего княжества Ангальт. Ашерслебен при Альбрехте Медведе превратился в административный и судебный центр управляемых Асканиями территорий
Город был столицей немецкого княжества Ангальт-Ашерслебен (нем. Anhalt-Aschersleben), существовавшего в период 1252—1315 годов и принадлежавшего роду Асканиев. Оно образовалось путём деления княжества Ангальт на три княжества: Ангальт-Ашерслебен, Ангальт-Бернбург и Ангальт-Цербст.

Карта княжества Ангальт после раздела 1259 года между тремя сыновьями Генриха I. Ангальт-Ашерслебен показан коричневым цветом

Получил от Генриха II статус города в 1266 г. и право на сооружение городских стен и укреплений в 1322 г., которое дала графиня Елизавета Мейсенская, вдова Оттона II, князя Ангальт-Ашерслебена

### Город в составе княжестваАнгальт-Ашерслебен. Ветвь Ангальт-Ашерслебен (1252—1315) рода Асканиев
Родоначальником ветви был старший сын графа Ангальтского Генриха I (ок. 1180—1252), Генрих II Толстый (1215—1266), получивший при разделе отцовских владений старые родовые владения Асканиев к северу от Гарца — Ашерслебен, Хеклинген, Эрмслебен и Вёрбциг.
Потомки Генриха II, правившие Ашерслебеном:
- сын Оттон I († 1304) — князь Ашерслебена с 1266 г. После смерти отца стал вместе с братом Генрихом III правителем Ашерслебена (до 1270 года — под опекой матери). В 1283 году Генрих III принял священнический сан, и с этого времени Оттон I правил один.
  - внук Оттон II (князь Ангальт-Ашерслебена) (около 1260 г. — 1315 г.), последний правитель Ашерслебена из этого рода[12]
- сын Генрих III († 10 ноября 1307) — князь соправитель Ашерслебена с братом с 1266 г. по 1283 г., позднее стал священником и архиепископом Магдебурга.

Ветвь угасла в 1315 году после смерти внука родоначальника, Оттона II, оставившего двух дочерей Екатерину (ум. до 1369) и Елизавету, а владения, включая Ашерслебен, были захвачены епископом Хальберштадта Альбрехтом I и включены им в состав епархии.

### Город в составе Хальберштадтского союза трёх городов
В 1326 году Ашерслебен  объединился с городами Хальберштадтом и Кведлинбургом, образовав Хальберштадтский трёхсторонний союз городов (нем. Halberstädter Dreistädtebund) между тремя экономически сильными городами в регионе к северу от горного массива Гарц, и этот союз просуществовал 150 лет до 1477 года.. Также  были временно включены в союз  Брауншвейг и Гослар. В 1384 году временно был включен в состав Тюрингского союза трёх городов. Целью было сохранение объединением своей политической независимости. Экономические интересы также были представлены вместе. Все три города были также членами Ганзейского союза.
Хотя эти три города никогда не имели статуса непосредственного подчинения императору Священной Римской империи, их вклад в имперскую армию оценивался в 10 рыцарских глеф и 10 стрелков каждый в имперском реестре, составленном в рейхстаге в Нюрнберге в 1422 году.
Попытки городского совета Кведлинбурга с 1460 г. освободиться от власти Кведлинбургского аббатства (имперского аббатства, настоятели каковых обладали духовной и светской властью на подведомственных землях) и его принцессы -аббатисы Гедвиги Саксонской (1445–1511), дочери курфюрста Саксонии Фридриха II, привели к ожесточенному конфликту в 1477 году. После попытки силой оружия изгнать её из города, она обратилась за помощью к своим братьям, веттинским герцогам Эрнсту и Альбрехту. Посланные войска без потерь штурмовали город, при этом 80 кведлинбургцев пали.

Тогда граждане подчинились и вышли из всех союзов. В 1486 году Хальберштадт был подчинен архиепископу Магдебургскому Эрнсту II, который также был администратором Хальберштадтской епархии (Княжество-епископство Хальберштадт), и совет и город потеряли свободы, которыми они ранее пользовались, в пользу епархии.

### Ашерслебен в «ЭСБЕ»
В конце XIX — начале XX века на страницах Энциклопедического словаря Брокгауза и Ефрона этот населённый пункт был описан следующим образом:

«…В А. находится две евангел.-лютеран., одна реформ. и одна католическая церкви, синагога, высшее реальное училище, богадельня, больница и два госпиталя. А. отличается земледелием и садоводством, суконным производством (фланель и одеяла), полотняными фабриками и красильнями, заводами: сахарным, костеобжигательным, бумажным, машинностроительными (6), железными и жестянными, кирпичными, пивными и т. д. Вся эта промышленность вызывается копями бурого угля. Недавно около А. были открыты значительные залежи каменной соли, приобретенные англо-немецким акционерным обществом. Вывозная торговля хлеба и картофеля тоже очень значительна. На Эйне устроена валяльная и мукомольная мельницы. А. был сначала главным городом Аскании, но в 1382 г. перешел во владение гальберштадтского епископства, в 1618 г. Бранденбурга. Километра на 2 ниже города находятся открытые в 1831 г. воды „Вильгельмсбад“ и старое окруженное валом укрепление с развалинами башни, — любимое место прогулок в настоящее время; это укрепление несправедливо считалось остатками древней крепости Аскании…»

## Интересная информация
4 апреля 1933 года собрание депутатов города присвоило звание почетного гражданина города Адольфу Гитлеру. Это решение было отменено судом только в 2006 году.

## Известные уроженцы
- Адам Олеарий (1599—1671) — математик, лингвист, библиотекарь, дипломат, переводчик, писатель, поэт-адвокат, историк, путешественник-исследователь, этнограф, географ. Совершил путешествия в Русское царство и через Русское царство в Персию, о чём выпустил свои путевые заметки «Описание путешествия в Московию и Персию» (нем. Beschreibung der Muscowitischen und Persischen Reise). Разработчик уникального гигантского Готторпского глобуса, на наружной поверхности которого карта Земли, а на внутренней, доступной для посещения, карта звёздного неба. Глобус был подарен России в XVIII веке. Находится в Кунсткамере в Санкт-Петербурге. Скульптура учёного установлена на сохранившемся фрагменте городской стены у башни Иоанновых ворот Ашерслебена.

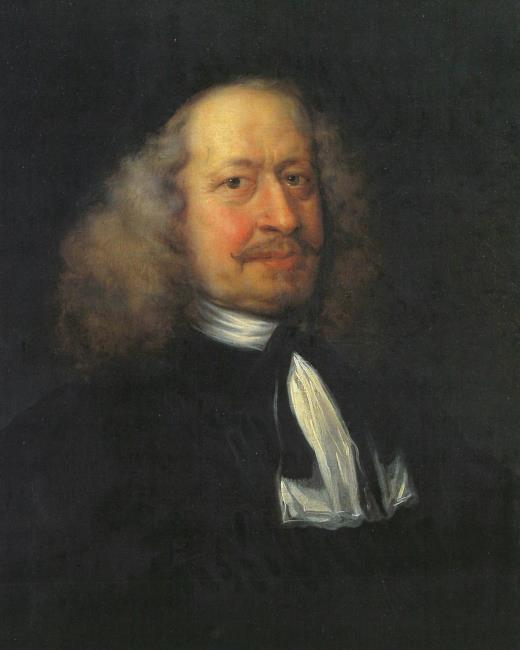
Адам Олеарий
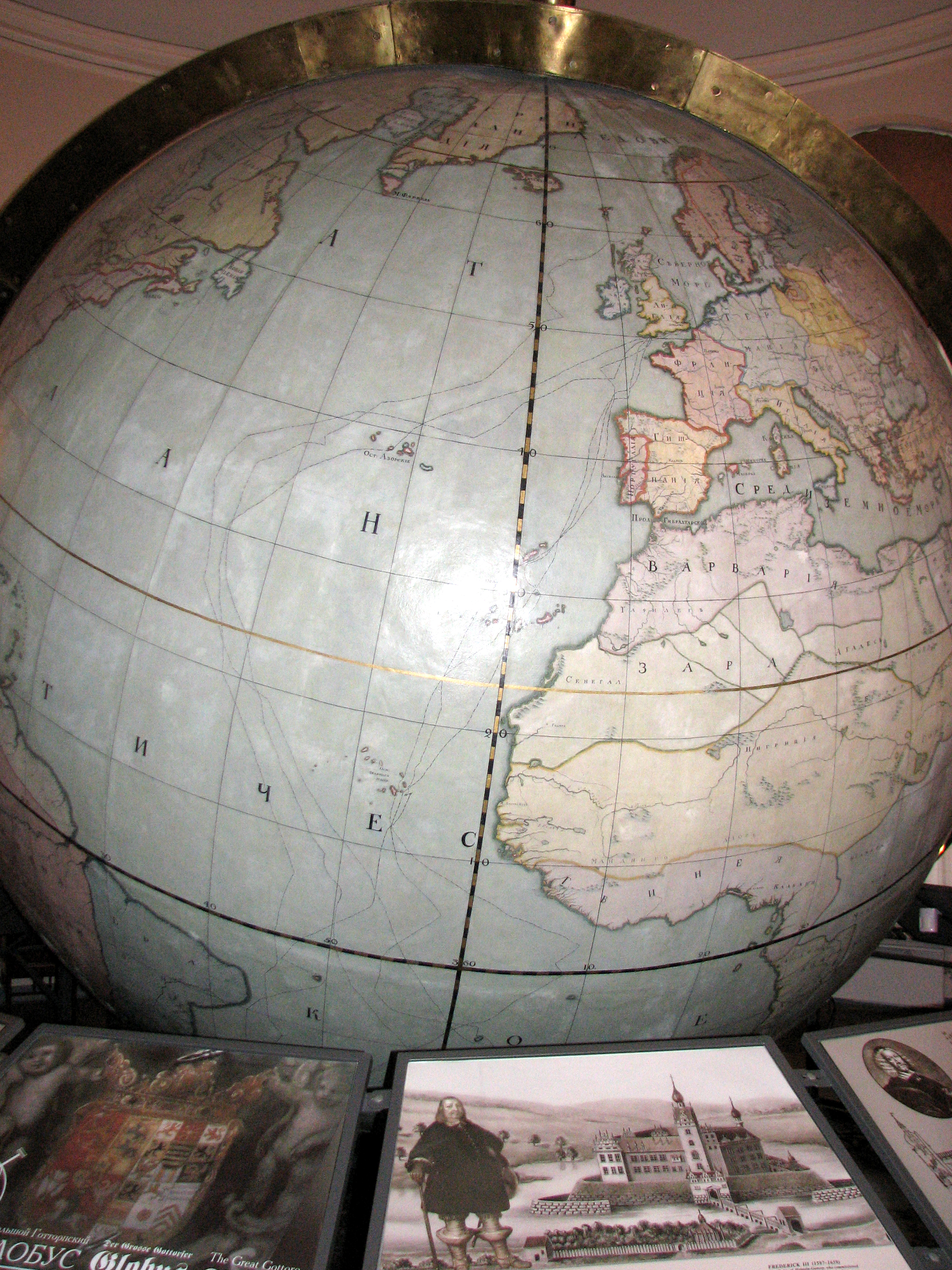
Готторпский глобус
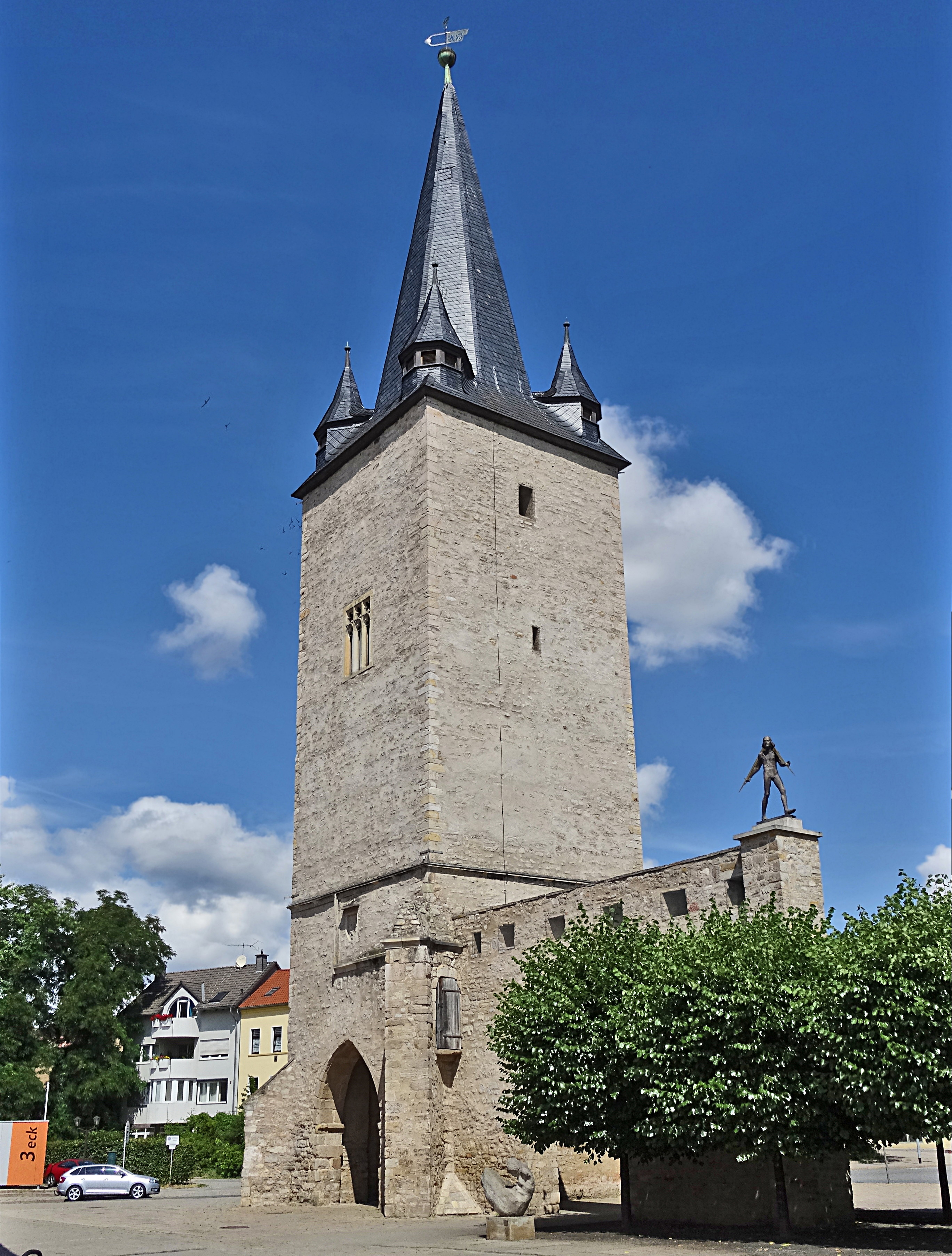
Надвратная Иоаннова башня[нем.] бывших городских укреплений с двухметровой бронзовой статуей Адама Олеария, установленной в 2010 году недалеко от места, где он родился
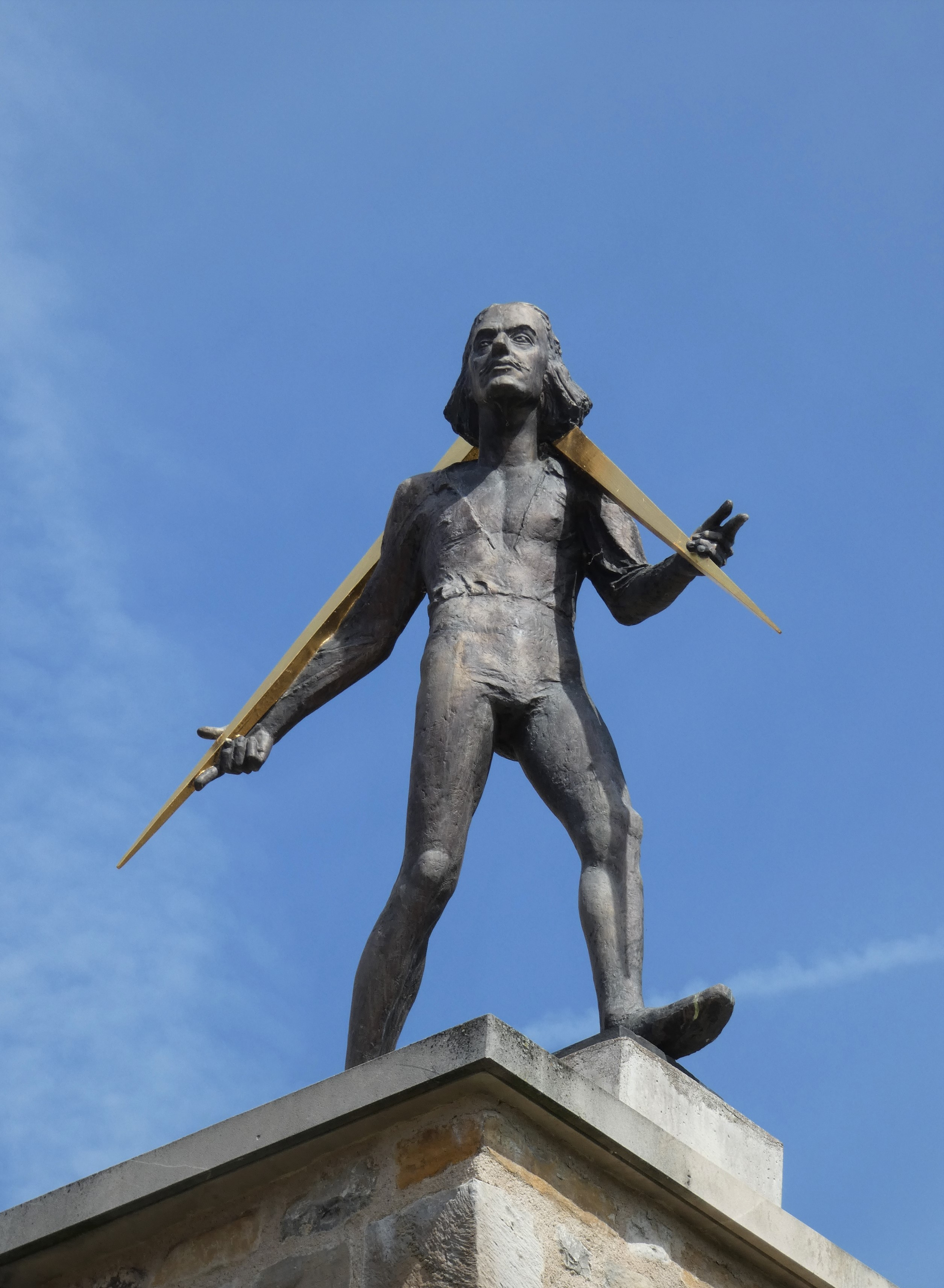
статуя Адама Олеария

- Вильгельм Кёрте (1776—1846) — историк литературы.
- Герд фон Рундштедт (1875—1953) — генерал-фельдмаршал времён Третьего Рейха.
- Иоганн Август Эфраим Гёце (1731—1793) — зоолог.

## Галерея

### Иоаннова башня

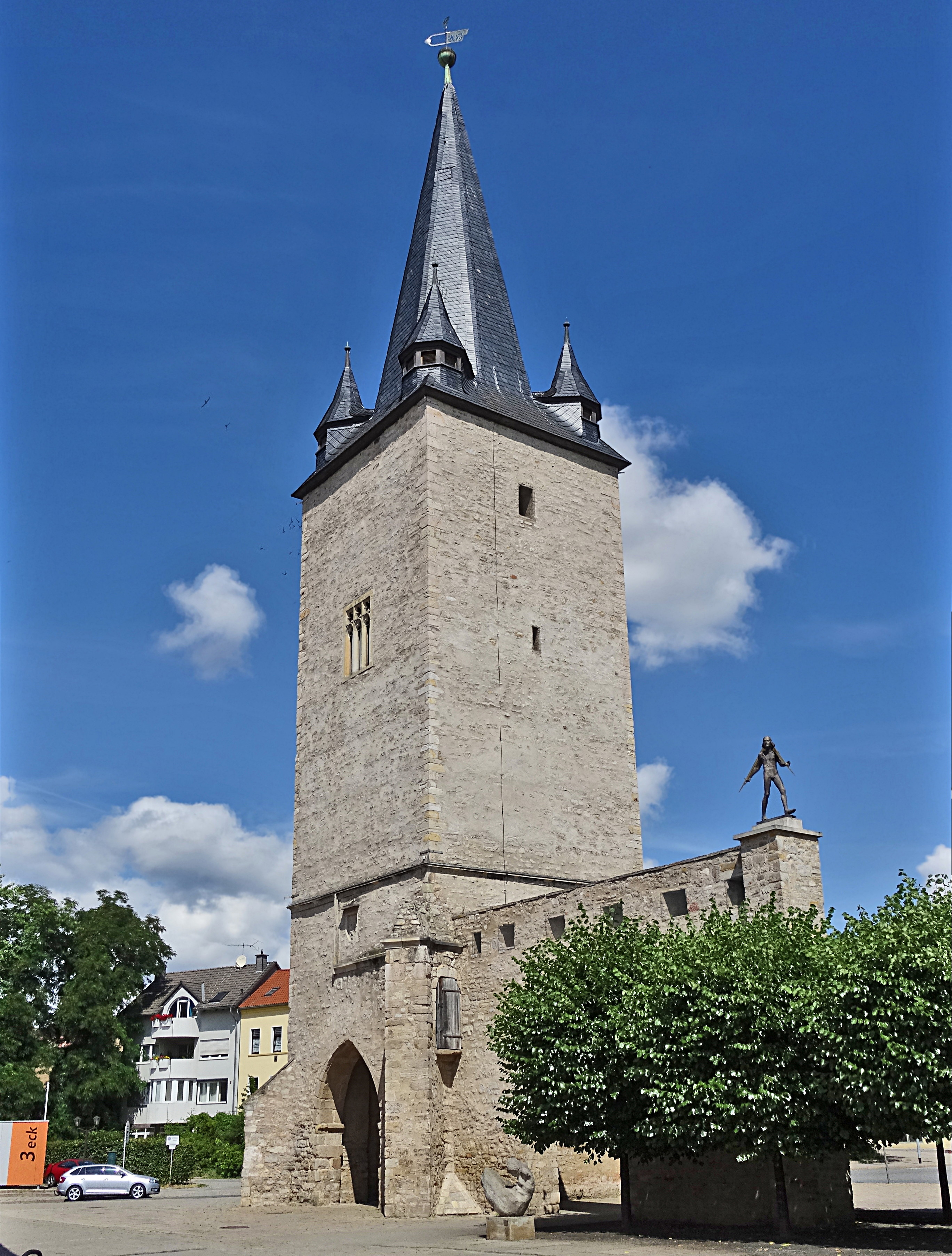
Надвратная Иоаннова башня[нем.] бывших городских укреплений с двухметровой бронзовой статуей Адама Олеария, установленной в 2010 году недалеко от места, где он родился
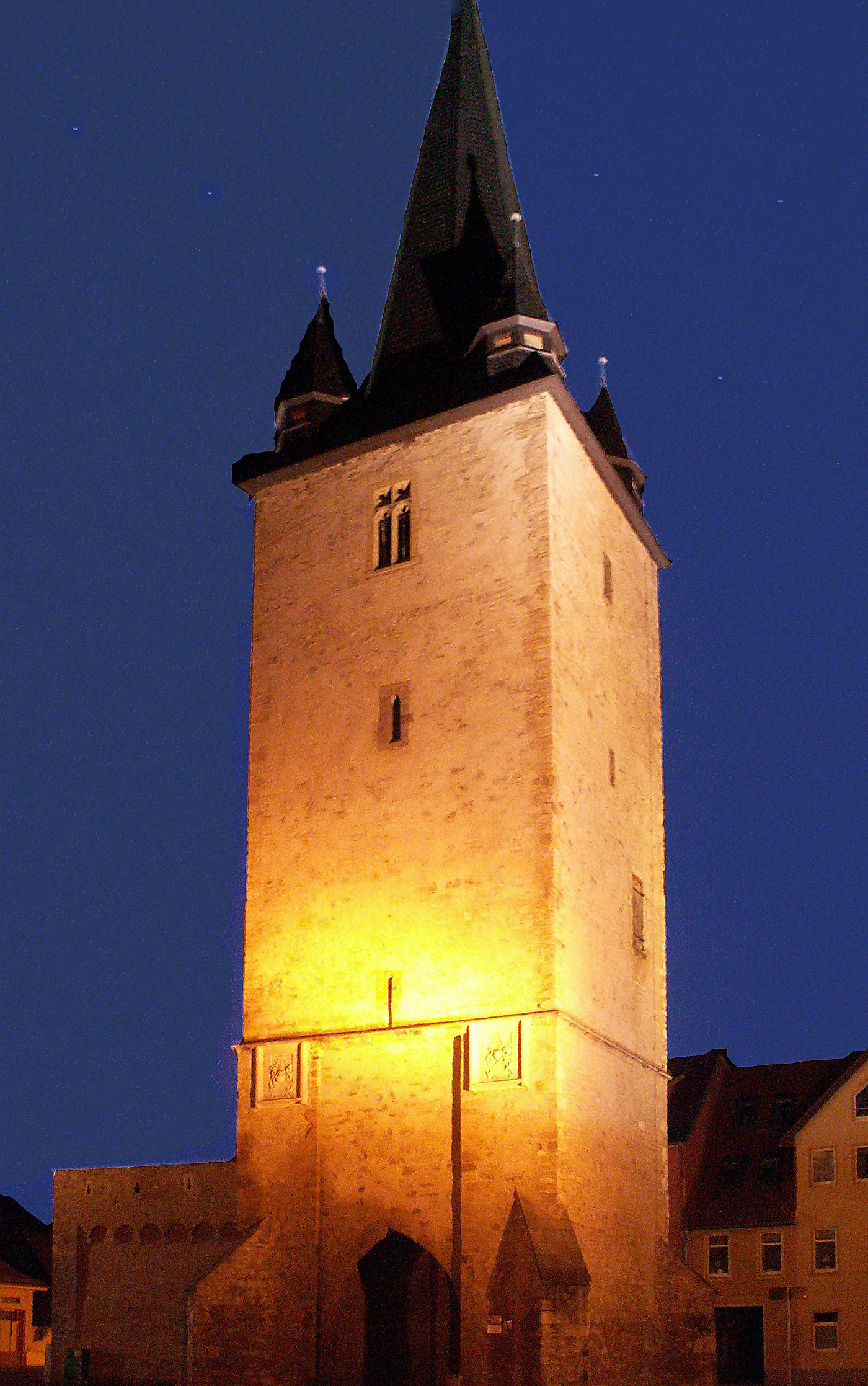
ночная подсветка
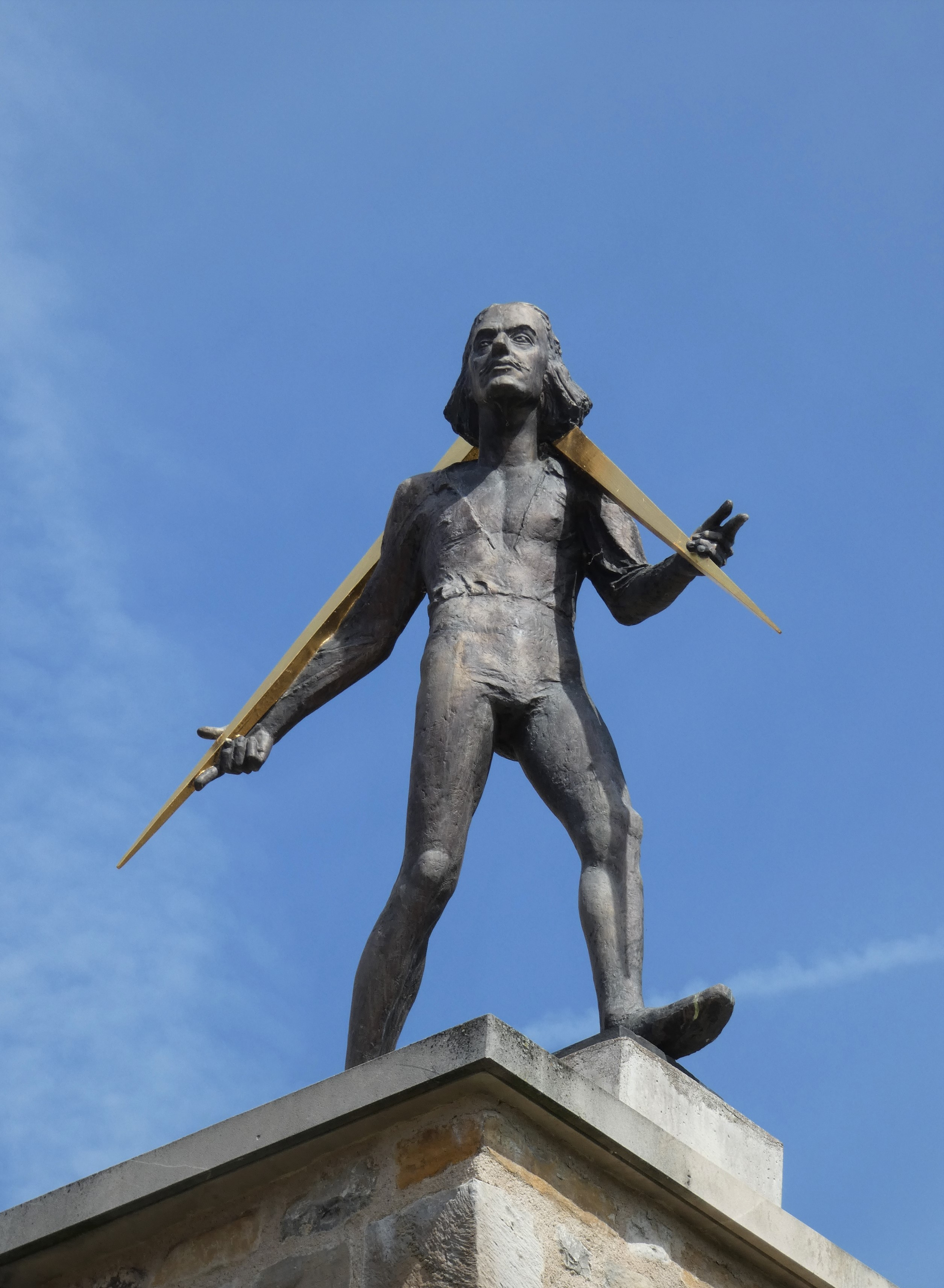
статуя Адама Олеария
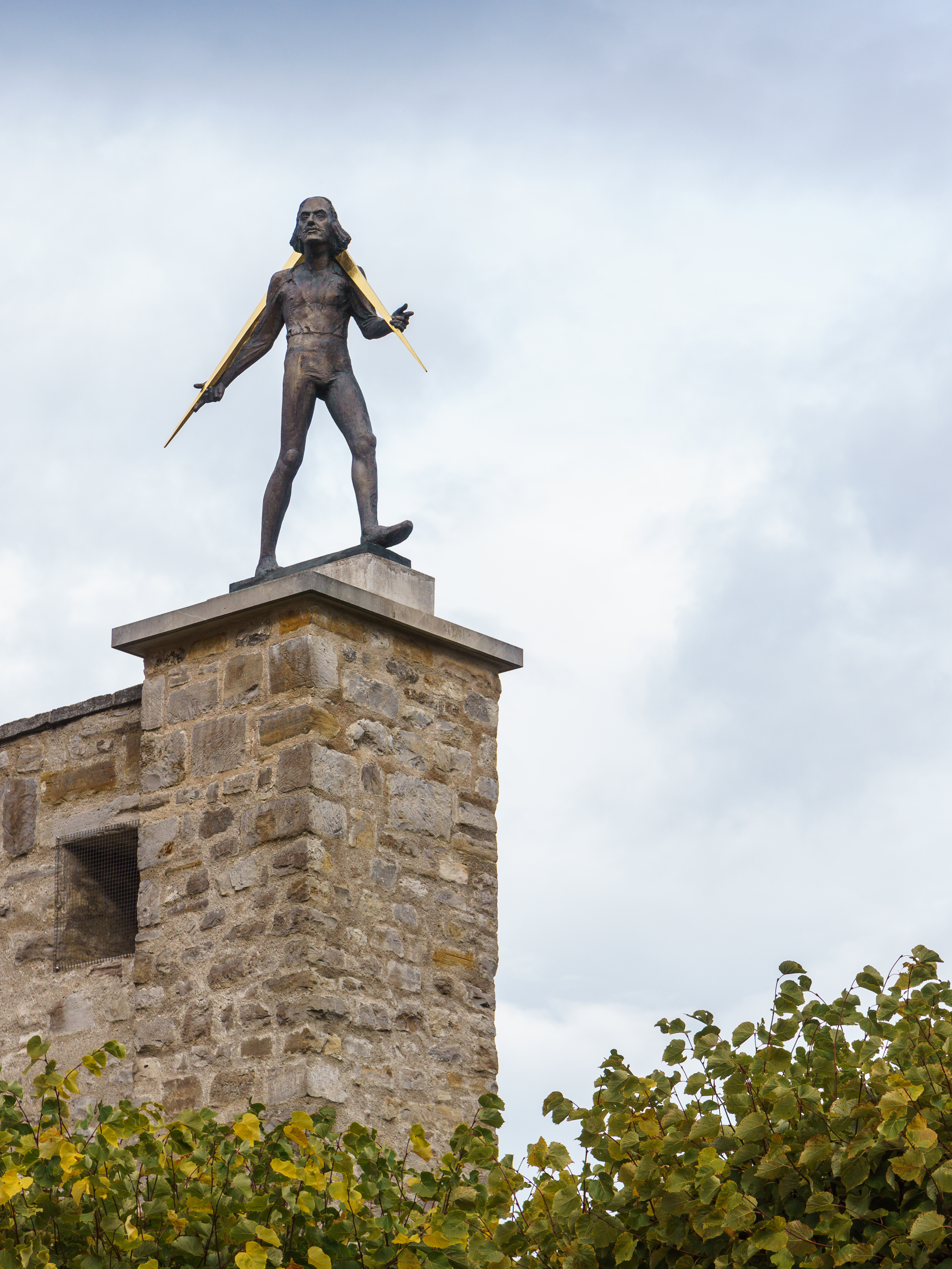
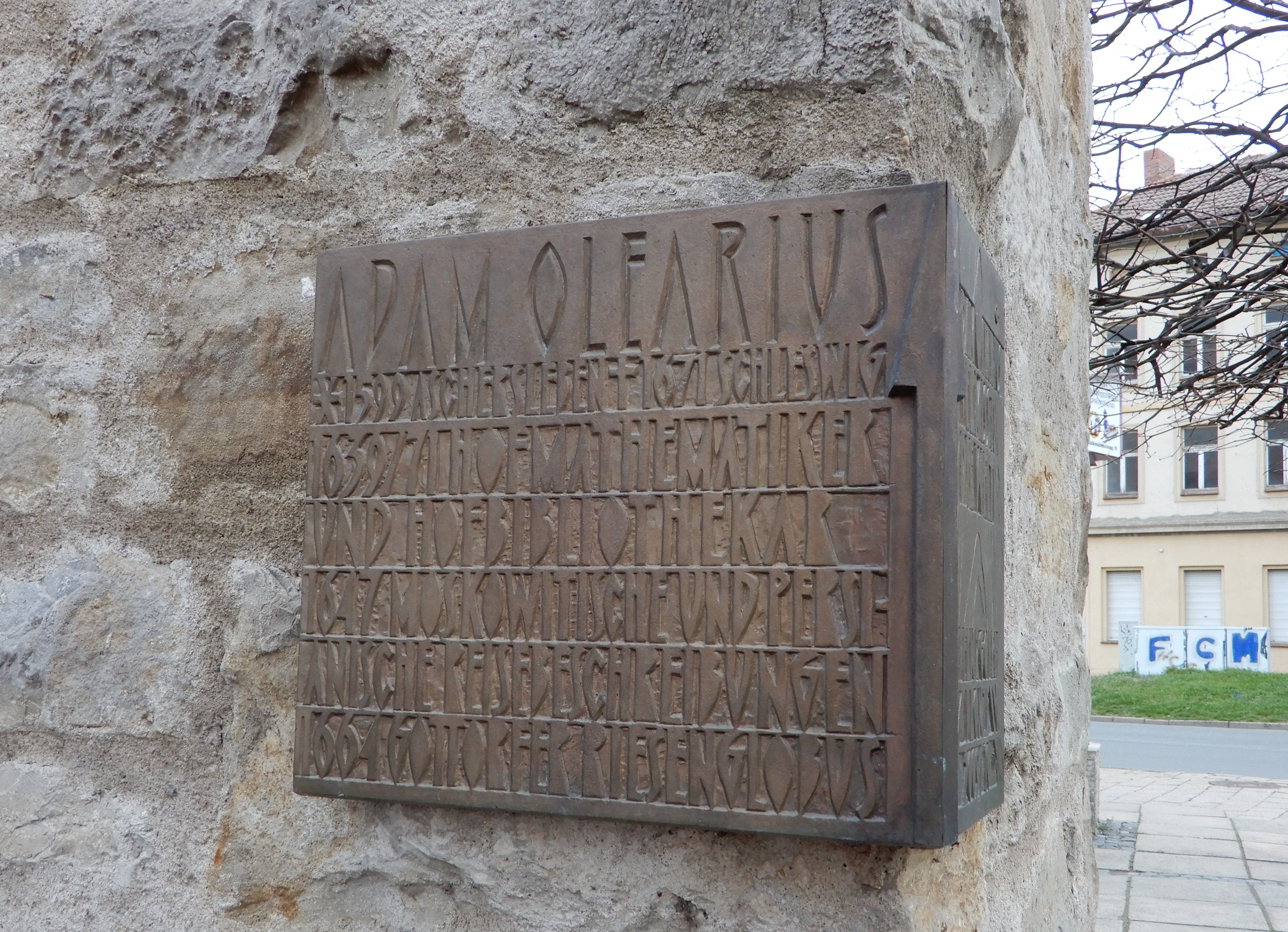
мемориальная доска Адаму Олеарию с и его биографическими сведениями: нем. Adam Olearius. *1599 Aschersleben †1671 Schleswig.1639/71 Hofmathematiker und Hofbibliothekar. 1647 Moskowitische und Persianische Reisebeschreibungen. 1664 Gottorper Riesenglobus. «Адам Олеарий, *1599 Ашерслебен †1671 Шлезвиг. 1639/71 придворный математик и придворный библиотекарь. 1647 г. Московские и персидские путевые заметки.  1664 Готторпский гигантский глобус»